# Glandage
Glandage ist eine französische Gemeinde mit 115 Einwohnern (Stand 1. Januar 2022) im Département Drôme in der Region Auvergne-Rhône-Alpes. Sie gehört zum Kanton Le Diois und zum Arrondissement Die. Sie grenzt im Westen und im Nordwesten an Treschenu-Creyers, im Nordosten an Saint-Maurice-en-Trièves und Lalley, im Osten an Lus-la-Croix-Haute, im Südosten an Saint-Julien-en-Beauchêne und im Süden an Boulc.

## Geografie
Die vormalige Route nationale 539 führt über Glandage.

## Bevölkerungsentwicklung
| Jahr                       | 1962 | 1968 | 1975 | 1982 | 1990 | 1999 | 2008 | 2016 |
| -------------------------- | ---- | ---- | ---- | ---- | ---- | ---- | ---- | ---- |
| Einwohner                  | 123  | 99   | 82   | 121  | 111  | 84   | 93   | 113  |
| Quellen: Cassini und INSEE |      |      |      |      |      |      |      |      |

## Sehenswürdigkeiten
- Kirche Saints Pierre et Paul, Monument historique
- Gefallenendenkmal
- Kapelle im Weiler Grimone

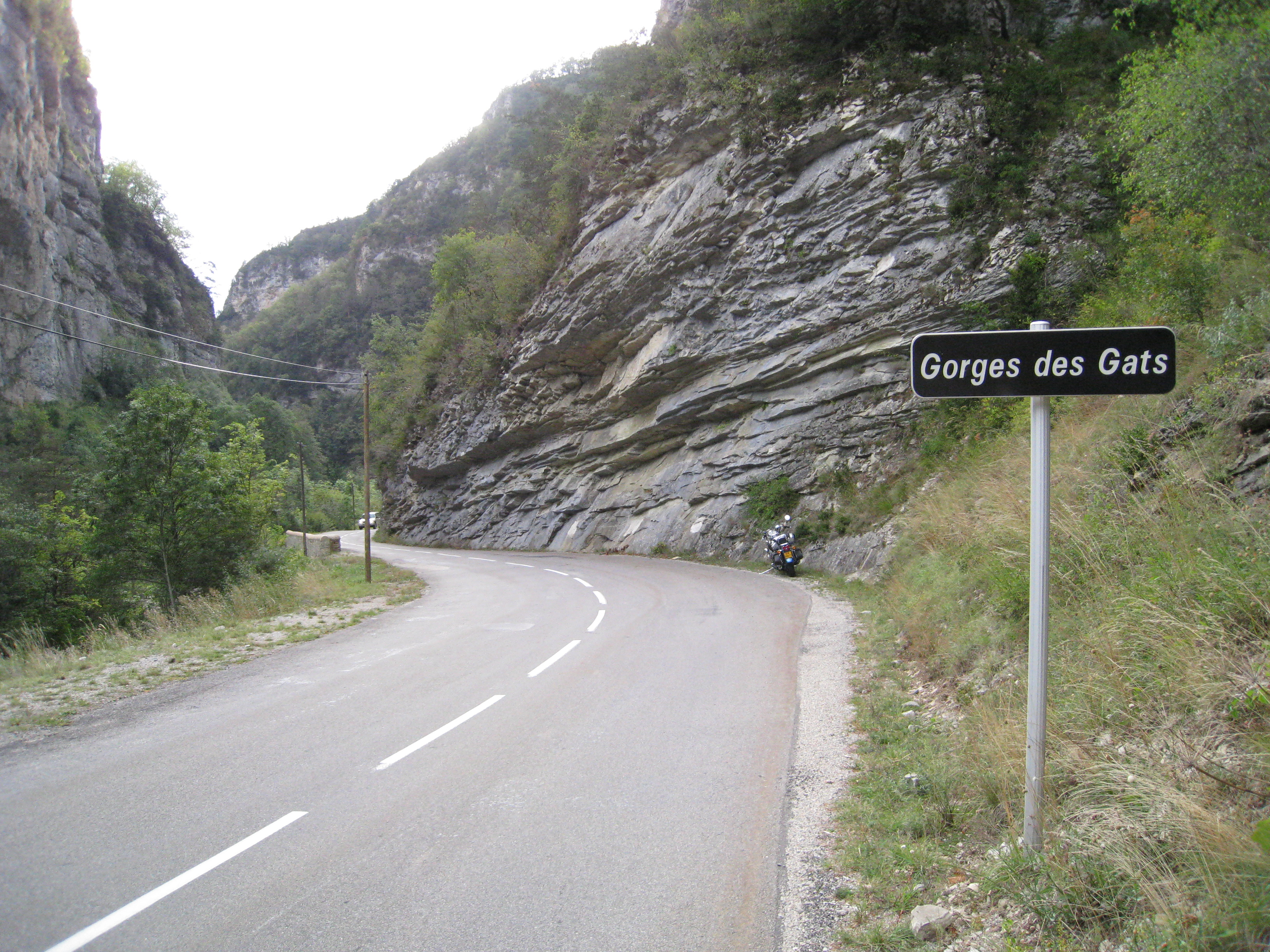
Glandage liegt im Regionalen Naturpark Vercors. Das Bild zeigt die Schlucht Gorge des Gats.
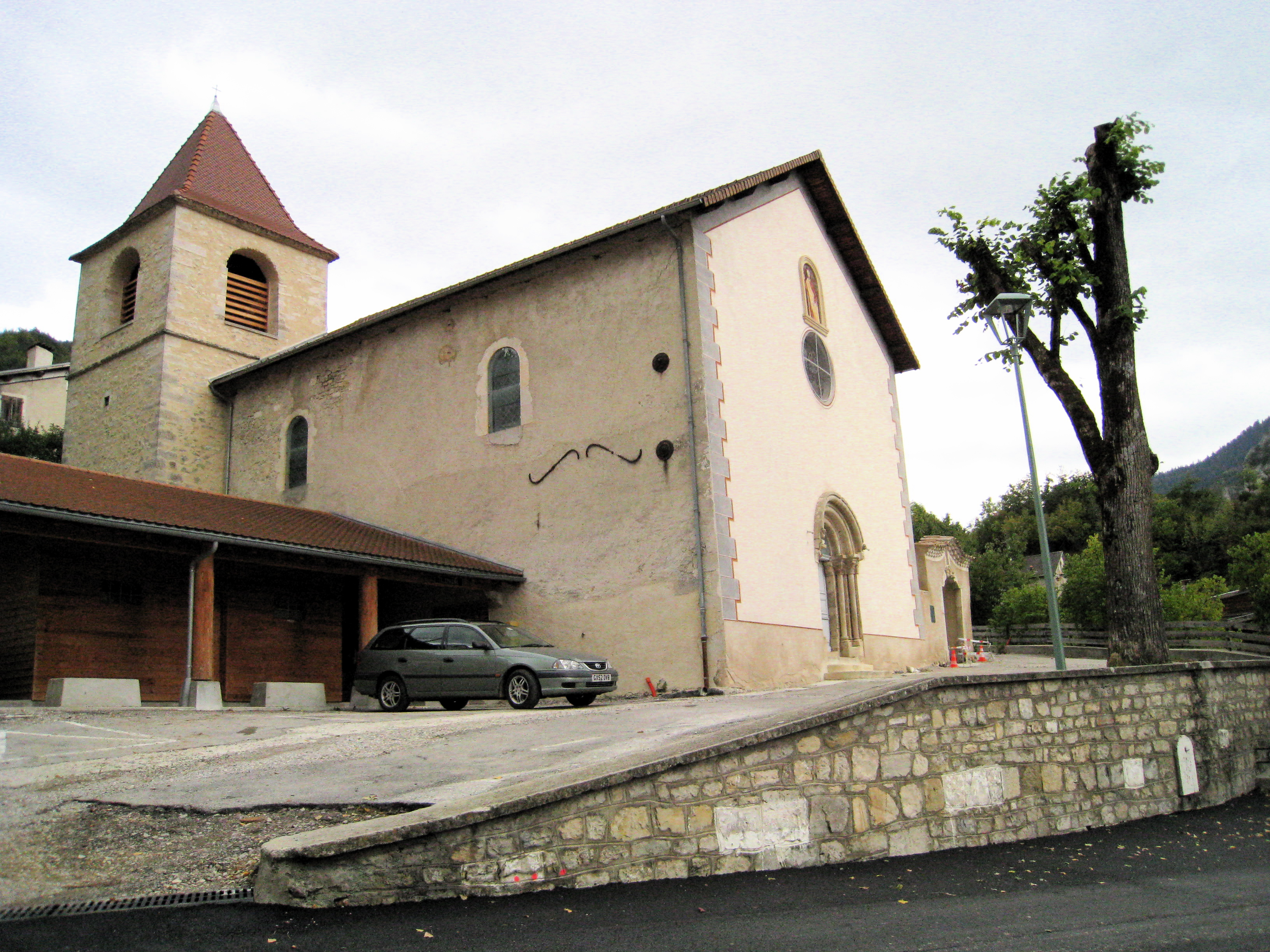
Kirche St. Peter und Paul
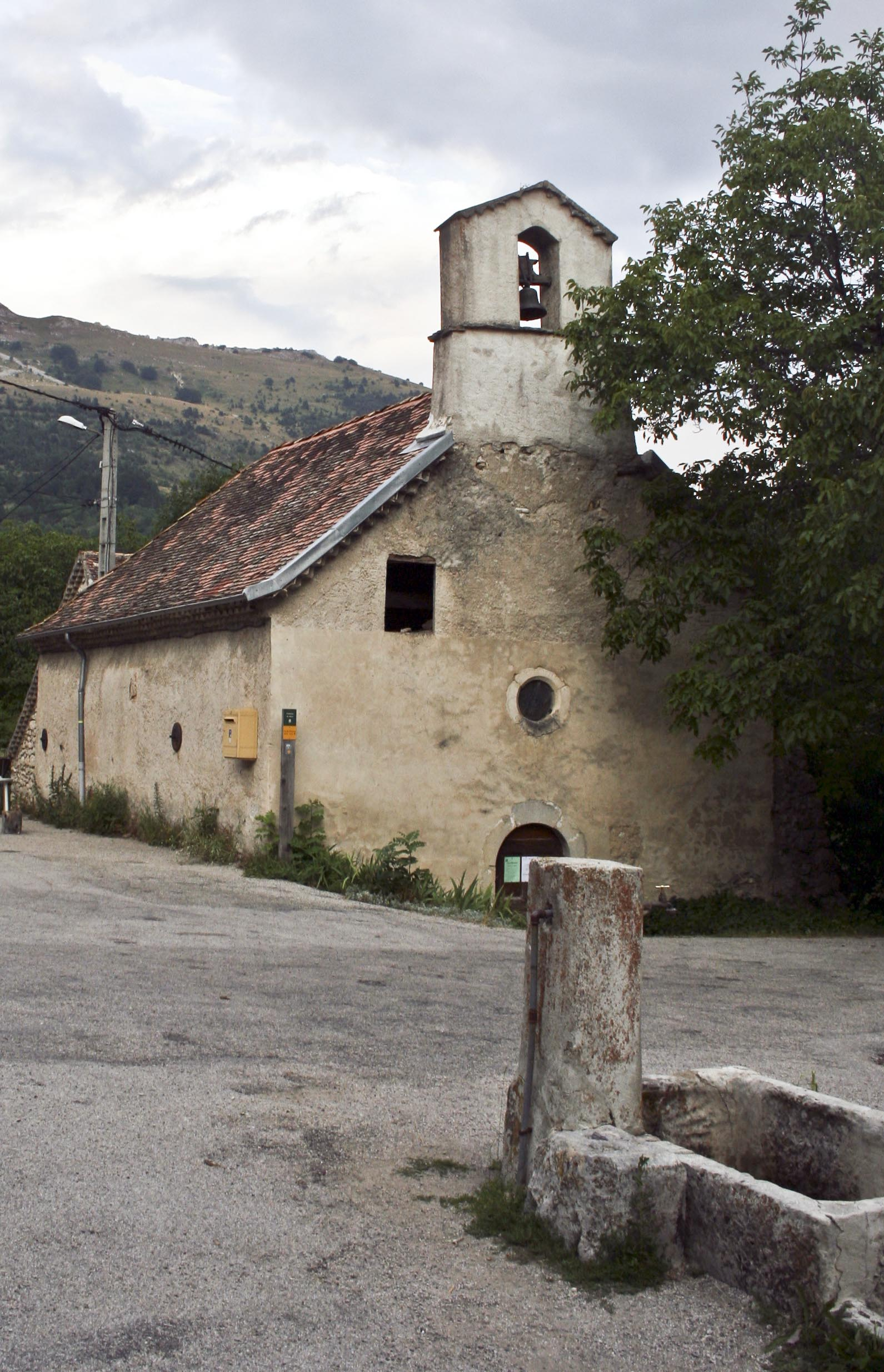
Kapelle im Weiler Grimone